# 佐賀県道31号佐賀川久保鳥栖線
佐賀県道31号佐賀川久保鳥栖線（さがけんどう31ごう さがかわくぼとすせん）は、佐賀県佐賀市から鳥栖市に至る県道（主要地方道）である。

## 概要
佐賀市高木瀬東2丁目から鳥栖市本町1丁目に至る。慢性的に混む国道34号の裏道として利用できるため、交通量が多い。大型車の通行も多く、沿線のコンビニには大型車の駐車スペースが設けられているところもある。
国道34号より山側を走るため、ほぼ全線で長崎自動車道と並走する。

### 路線データ
- 起点：佐賀県佐賀市高木瀬東2丁目（下高木交差点、国道263号交点）
- 終点：佐賀県鳥栖市本町1丁目（本町交差点、佐賀県道220号鳥栖停車場線交点）

## 歴史
- 1993年（平成5年）5月11日 - 建設省から、県道佐賀川久保鳥栖線が佐賀川久保鳥栖線として主要地方道に指定される[1]。

## 路線状況

### 愛称
- 警察北通り（佐賀市高木瀬東・電化試験場入口交差点 - 佐賀市高木瀬町二俣）[2]

### 重複区間
- 国道34号（鳥栖市元町・元町交差点 - 鳥栖市宿町・宿町交差点）

### 道路施設

#### 橋梁
- 平尾橋（市の江幹線水路、佐賀市）
- 天神南橋（佐賀市）
- 廿橋（黒川、佐賀市）
- 今井手橋（巨勢川、佐賀市）
- 原口橋（佐賀市）
- 四本谷橋（菅生川、神埼市）
- 菅生橋（城原川、神埼市）
- 湯尻橋（三本松川、神埼市）
- 三津西橋（導師川、神埼郡吉野ヶ里町）
- 三津橋（西光寺川、神埼郡吉野ヶ里町）
- 中央橋（田手川、神埼郡吉野ヶ里町）
- 屋形原橋（切通川、三養基郡上峰町）
- 蓑原橋（寒水川、三養基郡みやき町）
- 若宮橋（沼川、鳥栖市）
- 第二向原橋（向原川、鳥栖市）
- 松原新橋（安良川、鳥栖市）
- 原田橋（薬師川、鳥栖市）
- 丁の坪橋（驫木川、鳥栖市、国道34号重複区間内）

## 地理

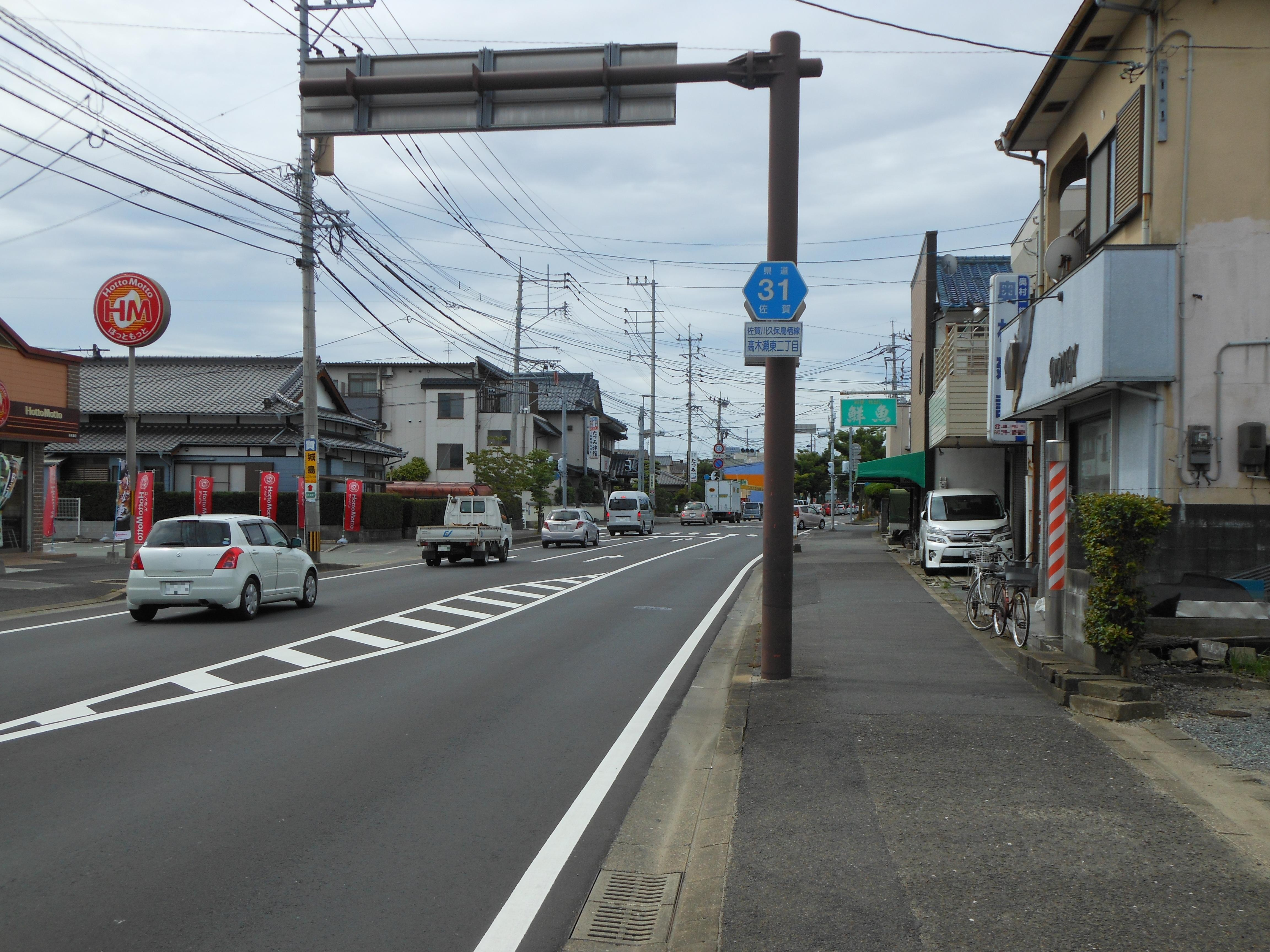
佐賀市高木瀬東付近

### 通過する自治体
- 佐賀市
- 神埼市
- 神埼郡吉野ヶ里町
- 三養基郡上峰町
- 三養基郡みやき町
- 鳥栖市

### 交差する道路
| 交差する道路                                                  | 市町村名 | 市町村名   | 交差する場所       | 交差する場所        |
| ------------------------------------------------------------- | -------- | ---------- | ------------------ | ------------------- |
| 国道263号 国道323号 重複                                      | 佐賀市   | 佐賀市     | 高木瀬東2丁目      | 下高木交差点 / 起点 |
| 佐賀県道48号佐賀外環状線 佐賀県道401号佐賀環状自転車道線 重複 | 佐賀市   | 佐賀市     | 金立町大字千布     | 千布北交差点        |
| 佐賀県道51号佐賀脊振線                                        | 佐賀市   | 佐賀市     | 久保泉町大字川久保 | 川久保交差点        |
| 佐賀県道269号若宮鶴線                                         | 神埼市   | 神埼市     | 神埼町城原         | 二子交差点          |
| 佐賀県道21号三瀬神埼線                                        | 神埼市   | 神埼市     | 神埼町的（いくわ） | 飯町交差点          |
| 国道385号                                                     | 神埼郡   | 吉野ヶ里町 | 三津               | 中副交差点          |
| 佐賀県道46号中原三瀬線                                        | 三養基郡 | 上峰町     | 大字堤             | 屋形原交差点        |
| 福岡県道136号入部中原停車場線・佐賀県道136号早良中原停車場線  | 三養基郡 | みやき町   | 大字原古賀         | 綾部東交差点        |
| 佐賀県道221号肥前麓停車場線                                   | 鳥栖市   | 鳥栖市     | 平田町             |                     |
| 福岡県道・佐賀県道17号久留米基山筑紫野線                      | 鳥栖市   | 鳥栖市     | 蔵上               | 平塚交差点          |
| 国道34号 重複区間起点 佐賀県道220号鳥栖停車場線               | 鳥栖市   | 鳥栖市     | 元町               | 元町交差点          |
| 国道34号 重複区間終点                                         | 鳥栖市   | 鳥栖市     | 宿町               | 宿町交差点          |
| 佐賀県道220号鳥栖停車場線                                     | 鳥栖市   | 鳥栖市     | 本町1丁目          | 本町交差点 / 終点   |

### 交差する鉄道
- 九州新幹線

### 沿線
- 佐賀市健康運動センター
- 佐賀市立金立小学校
- 佐賀北警察署 金立駐在所
- 社会福祉法人佐賀整肢学園 こども発達医療センター
- 金立公園（金立ハイウェイオアシス）

E34 長崎自動車道 金立SAの利用も可能である
- 佐賀県運転免許センター
- 西九州大学
- トヨタ紡織九州
- 神埼警察署
  - 仁比山駐在所
  - 東脊振駐在所
- 国立病院機構肥前精神医療センター
- 吉野ヶ里町立東脊振小学校
- 吉野ヶ里町立東脊振中学校
- JR九州長崎本線 肥前麓駅
- 佐賀県立鳥栖商業高等学校
- JR九州長崎本線・九州新幹線 新鳥栖駅
- 鳥栖市民文化会館
- 佐賀県立鳥栖工業高等学校
- 鳥栖市役所
- 鳥栖市立鳥栖北小学校